# Liste der Fauna-Flora-Habitate in Leverkusen
Diese Aufstellung listet alle gemäß der Richtlinie 92/43/EWG ausgewiesenen Fauna-Flora-Habitate in Leverkusen auf. Sie sind Teil des Verbundnetzes Natura 2000. Namen und Gebietsnummern entsprechen den amtlichen Bezeichnungen, Stand ist der 1. Januar 2011.
| Gebiets-Nummer | Gebietsname                        | Fläche | BfN-ID   | WDPA-ID   | EEA-ID    | Anmerkung |
| -------------- | ---------------------------------- | ------ | -------- | --------- | --------- | --- |
| DE-DE-4809-301 | Dhünn u. Eifgenbach                | 286 ha | 4809-301 | 555520149 | DE4809301 | Entspricht den Naturschutzgebieten: Naturschutzgebiet Dhünn (LEV-016), Naturschutzgebiet Dhünnaue (Südkreis) (GL-060), in Teilen Naturschutzgebiet Dhünnaue (Mittlere Dhünn) (GL-028), Naturschutzgebiet Dhünntal und Linnefetal mit Seitentälern (GL-045), Naturschutzgebiet Eifgenbachtal und Seitentäler (GL-058) bzw. (GL-005).                                                                       |
| DE-4808-301    | Wupper von Leverkusen bis Solingen | 556 ha | 4808-301 | 555520148 | DE4808301 | Entspricht Teilen der Naturschutzgebiet Wupper (LEV-014), Naturschutzgebiet Wupperhang mit Henkensiepen und Hüscheider Bachtal (LEV-006), Naturschutzgebiet Wupperhänge mit Seitensiefen und der Wupper nördlich Witzhelden und Leichlingen (GL-046), Naturschutzgebiet Tal- und Hangbereiche der Wupper mit Seitenbächen (SG-002) und Naturschutzgebiet Wupper und Wupperhänge südlich Müngsten (RS-019) |